# ماريان إليوت
ماريان إليوت (بالإنجليزية: Marianne Elliott)‏ هي مؤرخة بريطانية، ولدت في 25 مايو 1948.